# Harpalyce ekmanii
Harpalyce ekmanii är en ärtväxtart som beskrevs av Ignatz Urban. Harpalyce ekmanii ingår i släktet Harpalyce och familjen ärtväxter.

## Underarter
Arten delas in i följande underarter:
- H. e. angustiflora
- H. e. ekmanii